# Edgars Rūja
Edgars Rūja (nacido en el año 1915 y fallecido en el año 1941) fue un jugador de baloncesto y fútbol letón. Consiguió la medalla de oro con Letonia en el Eurobasket de Suiza 1935.